# Sonate K. 317
La sonate K. 317 (F.265/L.66) en fa majeur est une œuvre pour clavier du compositeur italien Domenico Scarlatti.

## Présentation
La sonate K. 317, en fa majeur, est notée Allegro dans Venise et Allegrissimo dans les manuscrits de Parme et Madrid. Ici Scarlatti fait progressivement varier la densité des accords et des formules mélodiques afin de faire ressortir la dimension dynamique de l'instrument.

## Manuscrits
Le manuscrit principal est le numéro 22 du volume VI de Venise (1755), copié pour Maria Barbara ; les autres sources manuscrites étant Parme VIII 16 et le numéro 4 du manuscrit Ayerbe de Madrid (E-Mc, ms. 3-1408).

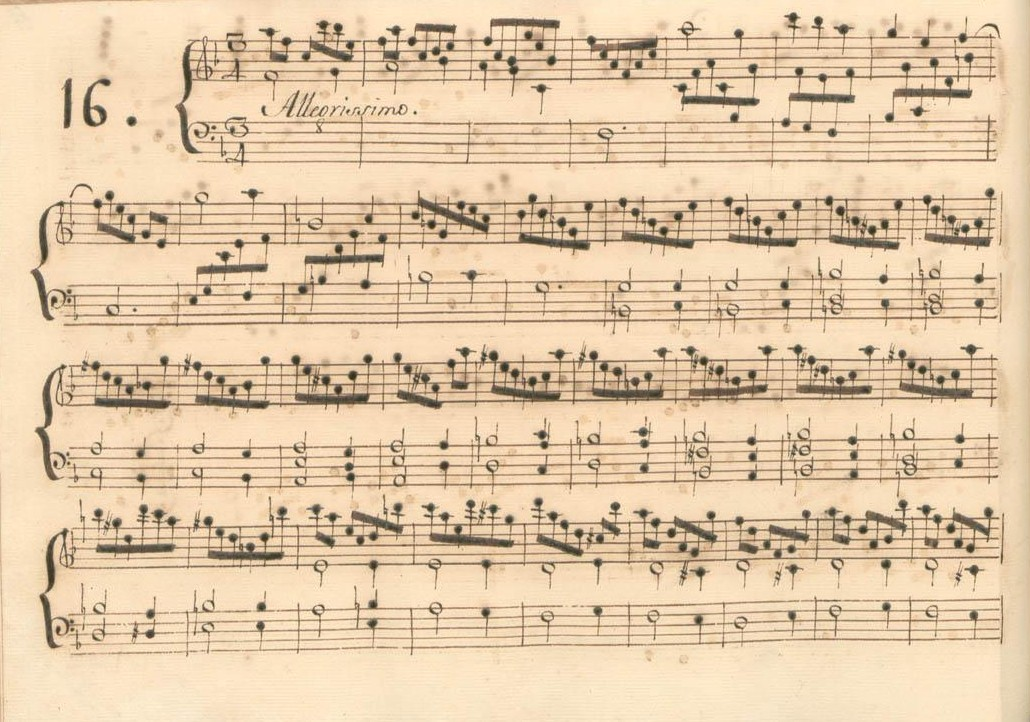
Parme VIII 16.
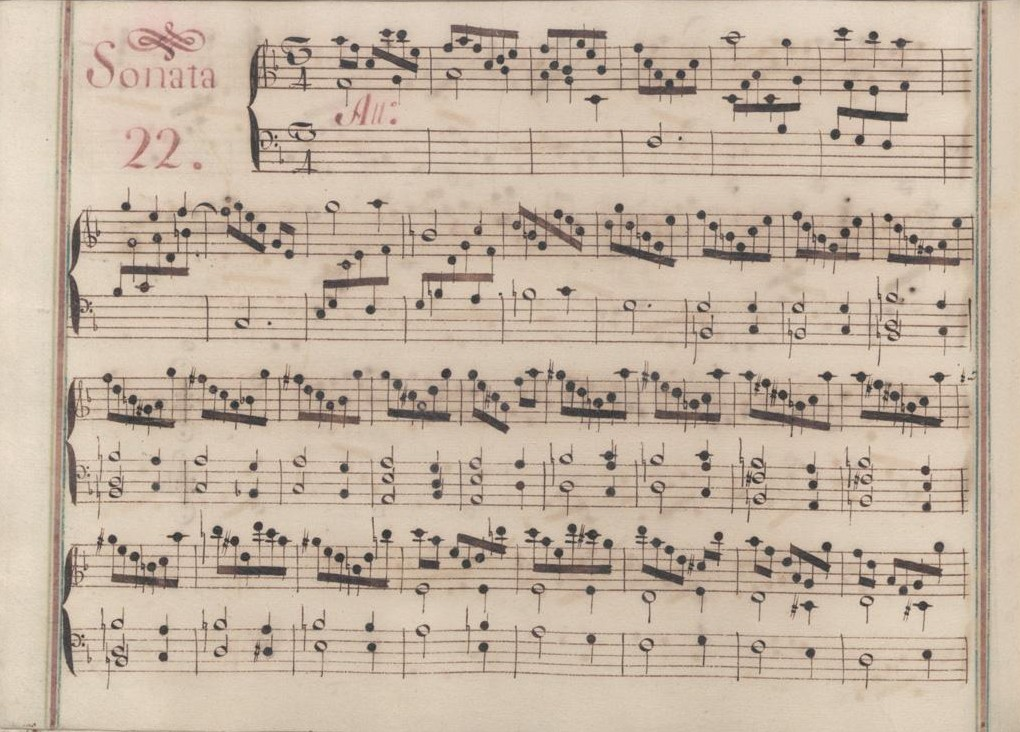
Venise VI 22.
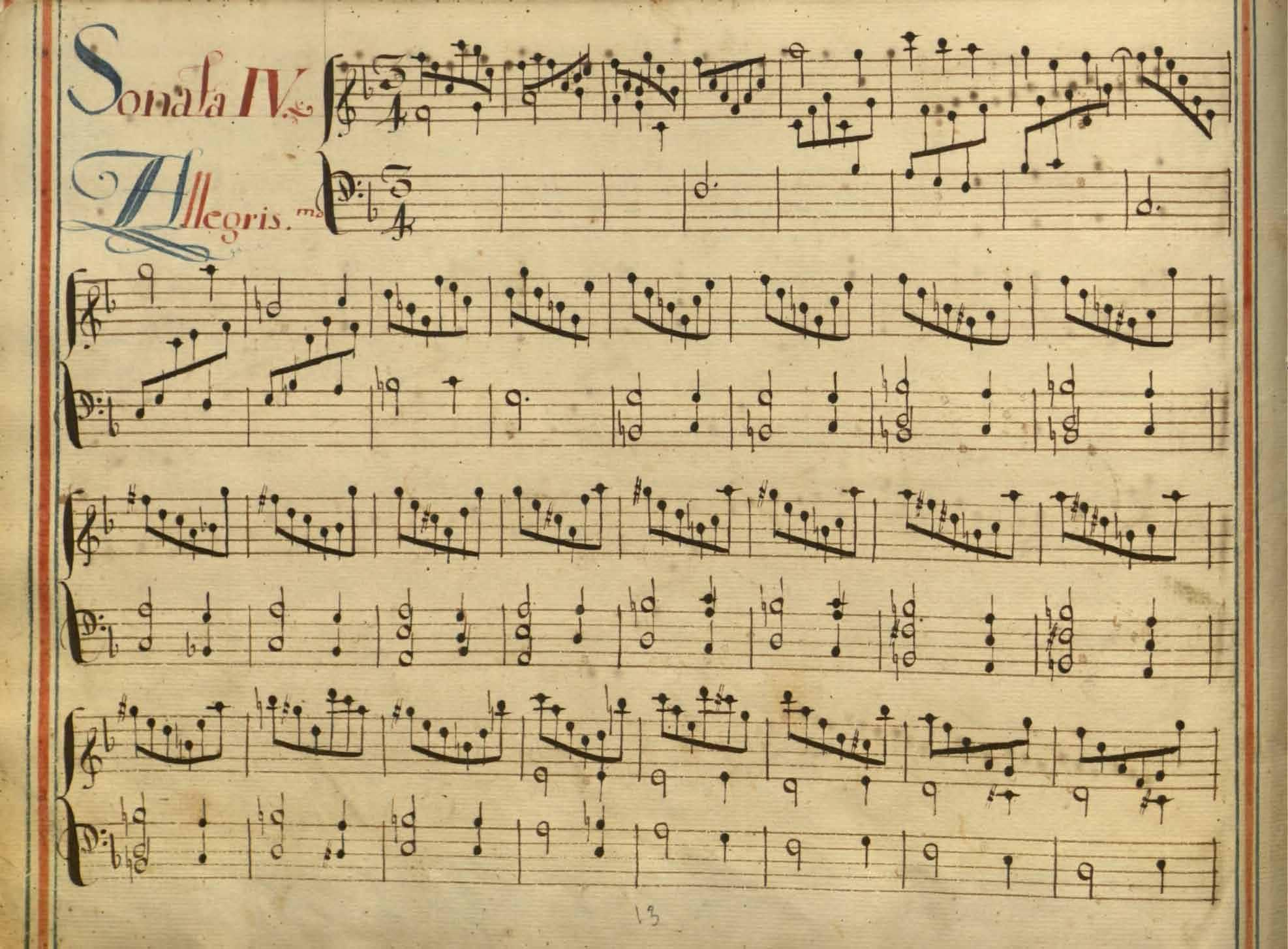
Madrid, 4.

## Interprètes
La sonate K. 317 est peu jouée. Elle est interprétée au piano notamment par Carlo Grante (2012, Music & Arts, vol. 3) ; au clavecin par Scott Ross (1985, Erato), Richard Lester (2003, Nimbus, vol. 4) et Pieter-Jan Belder (Brilliant Classics).

## Sources
: document utilisé comme source pour la rédaction de cet article.
- Ralph Kirkpatrick (trad. de l'anglais par Dennis Collins), Domenico Scarlatti, Paris, Lattès, coll. « Musique et Musiciens », 1982 (1re éd. 1953 (en)), 493 p. (OCLC 954954205, BNF 34689181).
- Alain de Chambure, « Domenico Scarlatti : Intégrale des sonates — Scott Ross », p. 208, Erato (2564-62092-2), 1985 (OCLC 891183737) .
- (es) Laura Cuervo Calvo, « El manuscrito Ayerbe : una fuente española de las sonatas de Domenico Scarlatti de mediados del siglo XVIII », Ad Parnassum, Ut Orpheus Edizioni, vol. 13, no 25,‎ avril 2015, p. 1–26 (ISSN 1722-3954, OCLC 1006521868, lire en ligne).